# 越河街道
越河街道，是中华人民共和国山東省济宁市任城区下辖的一个乡镇级行政单位。

## 行政区划
越河街道下辖以下地区：
武胜桥社区、西大寺社区、竹竿巷社区、古路沟社区、王母阁社区、和平街社区和兴隆社区。